# 川島文夫
川島 文夫（かわしま ふみお、1948年11月3日 - ）は、日本の美容師、美容教育者。 美容室『PEEK-A-BOO』の創設者および代表。東京都出身。高山美容専門学校卒業後に渡英し、『ヴィダル・サスーン』ロンドン本店にてトップスタイリストおよびアーティスティック・ディレクターとして活動した。その後1977年、東京・表参道にてPEEK-A-BOOを創業。以降、美容技術、教育、経営の分野において先駆的な役割を果たし、「生涯美容師」を掲げながら、現在も現役で活動を続けている。

## 経歴

### 生い立ちと渡航（-1970年）
1948年11月3日、東京都に生まれる。高校在学中に海外への関心を持つようになり、自主退学後に高山美容専門学校に進学した。卒業後は在日米軍施設「グラントハイツ」内の美容室「PX」に勤務し、アメリカ式接客文化に触れた。この頃、独学で英語を学び、海外での技術研修を目指すようになった。
1968年、19歳でカナダ・トロントに渡航。現地の個人経営サロンでの勤務を経て、百貨店内のサロン『グレンビー』にスタイリストとして採用された。同店では固定客を持たずに入客できる体制で、川島文夫は歩合制での勤務のもと、シャンプーから仕上げまで一貫して担当していた。
その後、さらなる技術習得を志し、1970年にイギリス・ロンドンへ渡航した。

### ヴィダル・サスーン時代（1970年 - 1975年）
1970年、川島文夫はロンドンのヴィダル・サスーンのスクールに入学した。スクールでは入社選考に向けた実技訓練が行われており、川島は約3か月間、1日2名のモデルカットを繰り返して技術を磨いた。規定の5人のモデルを使ったカット試験に合格し、スタイリストとしてボンドストリート店に配属された。その後、約2年でトップスタイリストに昇格し、1973年にはアーティスティック・ディレクターに任命された。なお、マンチェスター店でも勤務していたとされている。
1975年、当時26歳の川島はロンドンにて、自身が考案したカットスタイル「BOX BOB（ボックスボブ）」を発表した。このスタイルは英紙『サンデー・タイムズ』のファッションページに掲載され、それを見たクリストファー・ブルッカーの注目を受け、サスーンの新作コレクションに採用された。このスタイルは後年もサスーンカットの代表的な例の一つとして言及されている。

### 帰国とPEEK-A-BOO創設（1975年 - 1990年）
1975年末、日本へ帰国。全国でカット講義を展開し、圧倒的な支持を得る。1977年11月3日、東京・表参道に「川島文夫美容室（1号店）」を開業。ロゴデザインはグラフィックデザイナーの長友啓典が手がけた。80年代以降、都内各地に店舗展開を進める。講義活動・技術教育と並行してサロン経営を拡大する。

### 教育活動と技術革新（1990年以降）
1990年代、写真集や教育書籍、技術ビデオなどを発表。1990年には写真集『HOMME 1990' at LONDON』をロンドンにて制作。1993年・1994年にはロサンゼルスで『PEEK-A-BOO』シリーズを連続刊行。1995年にはテキスト写真集『FUMIOKAWASHIMA The Text 1×3 ISBN 4880306258』、1996年には『川島文夫カット大全集』（全5巻）をリリースするなど、次世代に向けた教育的コンテンツを数多く発信した。
1997年以降は、原宿店・Olympia店などの新店舗を展開。1998年にはニューヨークで写真集『PEEK-A-BOO」を制作し、2000年にはリオデジャネイロにて『PEEK-A-BOO BRAZIL - YEAR 2000』をRio De Janeiroで制作し発表するなど、海外での創作活動も本格化した。2001年には技術書『THE PROFESSIONAL STANDARD CUT PEEK-A-BOO』を刊行。2002年には『THE PAINT-BOX』を発表し、同年ロンドンの『オルタナティブヘアショー』にゲスト参加するなど、国際的な教育活動にも注力した。
2000年代より、アジアの主要都市を中心に技術講習活動を展開。定期的にカット講習会を実施し、現地における技術の普及と育成に努めている。2003年には『第4回 アジアビューティエキスポ』、2004年には『REVLON PROFESSIONAL SHOW』に出演するなど、アジアでの活動も拡大した。2014年には美容師育成を目的とした『PEEK-A-BOO ACADEMY』を開校。2022年にはオンライン教育プラットフォーム「PEEK-A-BOO WEB ACADEMY」をリリースし、教育事業のさらなる拡充を図る。また、関西美容専門学校の特別顧問を務めており、同校主催の『川島文夫杯」カットコンテストを監修するなど、美容師の育成にも注力している。
店舗展開も継続的に進め、2006年には銀座への初出店となる『GINZA PEEK-A-BOO』をオープン。2012年に池袋、2016年には新宿・恵比寿に出店するなど、首都圏を中心にネットワークを広げている。
2022年、Bunkamura主催の『マリー・クワント展』との公式コラボレーションを実施。60年代ファッションをオマージュしたスタイル提案やキャンペーンを展開し、美容業界外からも注目を集めた。同年、最新公式技術書『THE BEGINNING』を刊行。
2024年には韓国にて『PEEK-A-BOO ACADEMY Korea』を開校。2027年の創立50周年に向け、技術・教育・国際展開のさらなる強化を見据えた活動を進めている。

## 略歴
- 1948年11月3日 － 東京都に生まれる。
- 1970年 － ロンドンのヴィダル・サスーンに入社。
- 1975年 － 日本へ帰国。全国各地でデモンストレーションやライブショーを開催し、サスーンカットの技術と理念を紹介。
- 1977年 － 表参道に「PEEK-A-BOO 川島文夫美容室（1号店）」を開店。第1回PEEK-A-BOO LIVE SHOW を開催（以後毎年開催）。
- 1981年 － 表参道に「PEEK-A-BOO ANNEX（２号店）」オープン。
- 1983年 － 竹下通りエリアに「PEEK-A-BOO EXTENSION（３号店）」オープン。
- 1986年 － 「PEEK-A-BOO 原宿」オープン。技術書「WISH YOU WERE HERE」を出版。ビデオ「Summing up Last 10 years」を制作。
- 1987年 － 日本青年館劇場にて10周年・出版記念ヘアショーを開催。
- 1988年 － 写真集「YOUR'S SINCERELY」を制作。
- 1990年 － 写真集「HOMME 1990’ at LONDON」を出版。
- 1992年 － 新社屋竣工に伴い原宿本店をリニューアルオープン。
- 1993年 － 写真集「PEEK-A-BOO Tokyo, Japan 1993」をロサンゼルスにて制作。
- 1994年 － 写真集「PEEK-A-BOO TOKYO JAPAN 1995」をロサンゼルスにて制作。
- 1995年 － 教育書「FUMIO KAWASHIMA THE TEXT 1×3」を出版。
- 1996年 － 技術ビデオ「川島文夫カット大全集」（全5巻）を発売。
- 1997年 － 「PEEK-A-BOO OLYMPIA」オープン。
- 1998年 － 写真集「a Day in New York」を制作。
- 1999年 － 技術書「MODERN CONTEMPORARY TECHNIQUE」を出版。「PEEK-A-BOO LIVE 1999」ミレニアムイベントを開催。
- 2000年 － 写真集「PEEK-A-BOO BRAZIL - YEAR 2000」をリオデジャネイロにて制作。
- 2001年 － 写真集「2001 PEEK-A-BOO」、技術書「THE PROFESSIONAL STANDARD CUT PEEK-A-BOO」を出版。「m2 PEEK-A-BOO」オープン。
- 2002年 － 原宿店をリニューアルオープン。教則本「THE PAINT-BOX」を出版。ロンドンの「オルタナティブヘアショー」にゲスト出演。
- 2003年 － 第4回アジアビューティエキスポに出演。
- 2004年 － 「REVLON PROFESSIONAL SHOW」in Spainに出演。
- 2006年 － 「GINZA PEEK-A-BOO」オープン（銀座初進出）。
- 2008年 － 「川島文夫のクリエイション」を出版。
- 2009年 － PEEK-A-BOO 青山を東京・青山に開店、同日、PEEK-A-BOO 表参道をリニューアルオープン。
- 2010年 － 「プロフェッショナルの極意」を出版。上海・ソウル・香港にての講習会を開催（以後毎年実施）。
- 2012年 － 「PEEK-A-BOO AVEDA 池袋東武店」オープン。
- 2014年 － 美容師教育機関「PEEK-A-BOO ACADEMY」開校。渋谷ヒカリエに於いて単独ヘアショー PEEK-A-BOO Live「GREAT DESIGNERS Premium super Live」を開催。技術書「PEEK-A-BOO ACADEMY CLASSIC & BASIC」を制作・発売。
- 2015年 － GINZA PEEK-A-BOO 中央通りを東京・銀座にオープン。GINZA PEEK-A-BOO 並木通りをリニューアルオープン。
- 2016年 － PEEK-A-BOO NEWoMan 新宿を東京・新宿にオープン。PEEK-A-BOO AVEDA アトレ恵比寿を東京・恵比寿にオープン。
- 2017年 － GINZA PEEK-A-BOO AVEDA GINZA SIXを東京・銀座にオープン。
- 2018年 － PEEK-A-BOO 表参道をリニューアルオープン。
- 2022年 － オンライン教育サービス「PEEK-A-BOO WEB ACADEMY」リリース。Bunkamura主催「マリー・クワント展」との公式コラボレーションを実施。
- 2023年 － 公式技術書「THE BEGINNING」を刊行。PEEK-A-BOO Head Office 移転。
- 2024年 － 「PEEK-A-BOO ACADEMY Korea」開校。

## 受賞歴
- 1995年：WORLD MASTER OF THE CRAFT at N.Y.
- 2020–2025年：KAMI CHARISMA AWARD カット部門 三つ星（2020年〜2025年）（6年連続）[21]
- 2024年：第10回プラチナエイジ ビューティ部門受賞[22]

## 主なヘアショー出演（一部）
- PEEK-A-BOO Live 1999（1999年）
- Alternative Hair Show｜オルタネイティブ ヘアショー London（2002年、2008年）[13][23]
- ASIA BEAUTY EXPO｜アジアビューティーエキスポ（2003年〜）[24]
- Revlon Professional Show in Spain（2004年、2008年）[25]
- WELLA TREND VISION SUPER LIVE 2010（2010年）[26]
- COLOMER STYLE MASTERS ヘアショー in AMSTERDAM（2011年）[27]
- TWBC｜タカラ ワールド ビジネス コングレス（2022年）[28][29]
- PEEK-A-BOO -GREAT DESIGNERS Premium Super Live-（2015〜2023年、東京/ソウル/上海/成都/北京）[30]
- DREAM PLUS CONTEST 2024（2024年）[31]

## コンテスト関連

### 審査員
- 川島文夫杯 KANBIカットコンテスト 審査員[32]
- PEEK-A-BOO ウィッグデザインコンテスト（第1回〜第19回）審査員[33][34][35]
- GAMO北海道主催「川島文夫杯」技術コンテスト監修[36][37]
- WELLA TRENDVISON Award[38]
- Generation Next / ジェネレーション ネクスト[39]
- 関西美容専門学校『第75回芸術祭 Beauty Festival 1st』[40]

### 実行委員
- 表参道コレクション ヘア・トレンド 2024-2025 実行副委員長（2024年）[41]

## メディア掲載

### 雑誌（一部）[42]
- GENERATION（ジェネレーション）
- an・an
- クリネタ
- IZANAGI（イザナギ）
- CATs　ビューティビジネスニュース
- Snip Style（スニップスタイル）
- PREPPY（プレッピー）
- Men's PREPPY（メンズプレッピー）
- Discover Japan（ディスカバージャパン）
- TOKYO FASHION EDGE（東京ファッションエッジ）
- リクエストQJ（Request QJ）
- HAIR MODE（ヘアモード）
- 致知（ちち）
- 美髪メニュー攻略本
- 月刊『美容界』
- 月刊『美容の経営プラン』
- 月刊『HAIRMODE』

### 出演
- BSフジ：髪カリスマたち～日本が誇る美容師のワザ～[43]
- TOKIO インカラミ CM 2019[44]

## 著書・映像作品

### カット技術書
- 「WISH YOU WERE HERE」（1986年）ISBN 4880306215
- 「FUMIO KAWASHIMA The Text 1×3」（1995年）ISBN 4880306258
- 「MODERN CONTEMPORARY TECHNIQUE」（1999年）ISBN 9784880306308
- 「川島文夫のクリエイション」（2008年）[45]ISBN 9784902016550
- 「プロフェッショナルの極意」（2010年）[46]ISBN 4903070387

### 写真集
- 「YOUR'S SINCERELY」（1988年）
- 「HOMME 1990' at LONDON」（1990年）
- 「PEEK-A-BOO Tokyo, Japan 1993」（1993年）[47]
- 「PEEK-A-BOO TOKYO JAPAN 1995」（1995年）
- 「A Day in New York PEEK-A-BOO」（1998年）[48]
- 「PEEK-A-BOO Rio」（2000年）[11]
- 「PEEK-A-BOO L.A. Red Book」（2001年）

### ビデオ
- 「Summing up Last 10 years」ビデオ制作（1986年）
- 「川島文夫カット大全集」Video全5巻（1996年）[10]